# Lago di Prà di Lama
Il lago di Prà di Lama è un piccolo lago termale, alimentato da sorgenti subacquee che si trova nei pressi della località di Pieve Fosciana in Garfagnana.

## Origine
La nascita del lago è abbastanza recente. Infatti, fino al 1826 al posto del lago c'era un prato con al centro una fonte termale. Posteriormente a uno sprofondamento causato da un terremoto in una dolina carsica, si formò il primo lago di circa 40 metri di diametro con una profondità di 11 metri.
Ciò che rende particolare questo lago è la continua modifica delle sue dimensioni: attorno al 1842 era quasi scomparso, ma nell'anno successivo, a seguito di nuovi sprofondamenti, il lago si riformò nella sua completezza per poi continuare a variare la sua grandezza: ad esempio, nel mese di marzo del 1996 ha di nuovo subito un repentino abbassamento di circa due metri, per poi essere soggetto ad un ulteriore ampliamento.

## Il complesso termale
Agli inizi degli anni Ottanta si pensò di sfruttare questa risorsa naturale con la costruzione di uno stabilimento termale, il quale, sebbene realizzato, non entrò mai in funzione a causa del terreno instabile (argilloso) sul quale era stato costruito. L'opera, oggi in stato di completo abbandono, costò circa 6 miliardi di lire a carico del comune di Pieve Fosciana.